# Юніті (округ Кларк, Вісконсин)
Юніті (англ. Unity) — місто (англ. town) в США, в окрузі Кларк штату Вісконсин. Населення — 751 особа (2020).

## Демографія
Згідно з переписом 2010 року, у місті мешкало 878 осіб у 269 домогосподарствах у складі 216 родин. Було 295 помешкань
Расовий склад населення:
| - 96,0 % — білих - 1,4 % — азіатів - 0,1 % — вихідців з тихоокеанських островів - 0,1 % — корінних американців - 0,1 % — чорних або афроамериканців |

До двох чи більше рас належало 1,5 %. Частка іспаномовних становила 1,0 % від усіх жителів.
За віковим діапазоном населення розподілялося таким чином: 34,6 % — особи молодші 18 років, 55,5 % — особи у віці 18—64 років, 9,9 % — особи у віці 65 років та старші. Медіана віку мешканця становила 33,1 року. На 100 осіб жіночої статі у місті припадало 106,6 чоловіків;  на 100 жінок у віці від 18 років та старших — 102,8 чоловіків також старших 18 років.
Середній дохід на одне домашнє господарство  становив 67 659 доларів США (медіана — 50 938), а середній дохід на одну сім'ю — 77 228 доларів (медіана — 62 813). Медіана доходів становила 38 889 доларів для чоловіків та 41 375 доларів для жінок. За межею бідності перебувало 5,0 % осіб, у тому числі 6,8 % дітей у віці до 18 років та 1,5 % осіб у віці 65 років та старших.
Цивільне працевлаштоване населення становило 391 особа. Основні галузі зайнятості: виробництво — 24,0 %, освіта, охорона здоров'я та соціальна допомога — 17,9 %, роздрібна торгівля — 14,1 %, сільське господарство, лісництво, риболовля — 14,1 %.